# Contrapunt
El contrapunt és la disciplina musical que regula la combinació de línies musicals simultànies. Com que aquest factor es pot trobar en gairebé tota la música, es pot dir que, en un grau o un altre, gairebé tota la música és contrapuntística. Durant la història de la música occidental, aquesta tècnica s'ha desenvolupat tant de forma oral com en composicions escrites, com per exemple en les obres de Josquin Des Pres, Giovanni Pierluigi da Palestrina i Johann Sebastian Bach.
El mot contrapunt (del llatí contrapunctus) és una abreviatura de punctus contra punctum, que vol dir nota contra nota. Aquest terme va ésser utilitzat per primer cop en tractats musicals el segle xiv, en referència a la correspondència vertical entre les veus. Entre els molts teòrics musicals que han escrit sobre la música contrapuntística destaca Johann Fux. Les 5 espècies de contrapunt que va proposar al tractat Gradus ad parnassum (1725) encara perduren avui dia com a mètode d'ensenyament. El contrapunt és un dels trets més característics de la música culta occidental. Això no obstant, també es troba contrapunt en música africana o tradicions de caràcter oral, per exemple. En aquests casos, però, s'empra preferiblement la paraula polifonia.
Encara que el concepte actual de contrapunt se centra principalment en la seua vessant escrita, al llarg dels segles el contrapunt s'ha practicat també de forma oral. Al segle xvi fins i tot es considerava que el contrapunt era oral per definició, i que precisament això el diferenciava de la composició, que era escrita.
| «                                        | […] del contrapunt a la composició de cant d'orgue no n'hi ha cap diferència, excepte que el contrapunt és subintel·lecte, i el cant d'orgue és figurat en representació de veu. | » |
| — Tovar, Libro de musica practica (1510) | |   |

## Característiques
El fenomen contrapuntístic es basa en la independència entre les diverses línies melòdiques que constitueixen la música. Aquesta independència pot ser causada pel ritme, l'harmonia i la corba melòdica, entre d'altres.
El contrapunt, en contraposició a l'harmonia que es fixa en la relació vertical de les veus, té el punt de mira en la concepció horitzontal, lineal de la música. Això no obstant, alhora depèn de l'harmonia, perquè ambdues tècniques solen ser necessàries per a una obra musical. Per això és d'interès parlar de la relació entre contrapunt i harmonia, a part de les característiques de la línia melòdica. Hi ha una mala tendència, però, a identificar l'harmonia amb l'homofonia, cosa que comporta que es tingui una visió homorítmica de l'harmonia. Aquest fet fa que sovint s'oposi harmonia i contrapunt quan el que es vol fer és contraposar l'homofonia i la polifonia.
L'escriptura contrapuntística més comuna en la història de la música occidental és a quatre veus, però no sempre ha estat així. En les misses de principis del renaixement, per exemple, se solia escriure a tres veus amb un cant ferm a la part inferior (la veu denominada tenor). L'ideal de perfecció harmònica i les possibilitats cadencials, però, quedaven molt limitades atès que no es tenia prou control del fonament harmònic, perquè el cant ferm (la veu inferior), ja estava definit prèviament. És per aquest motiu que es va afegir una quarta veu sota el tenor: el contratenor bassus. Aquesta innovació va ser obra d'un compositor anònim anglès, autor de la Missa Caput (c. 1440). Més endavant, el contratenor bassus va passar a anomenar-se simplement bassus (l'actual baix); el tenor va mantenir el nom fins a l'actualitat; el contratenor altus va passar a anomenar-se altus (l'actual contralt); i la veu superior, denominada o bé superius o discantus, va derivar a l'actual soprano.

## Desenvolupament històric

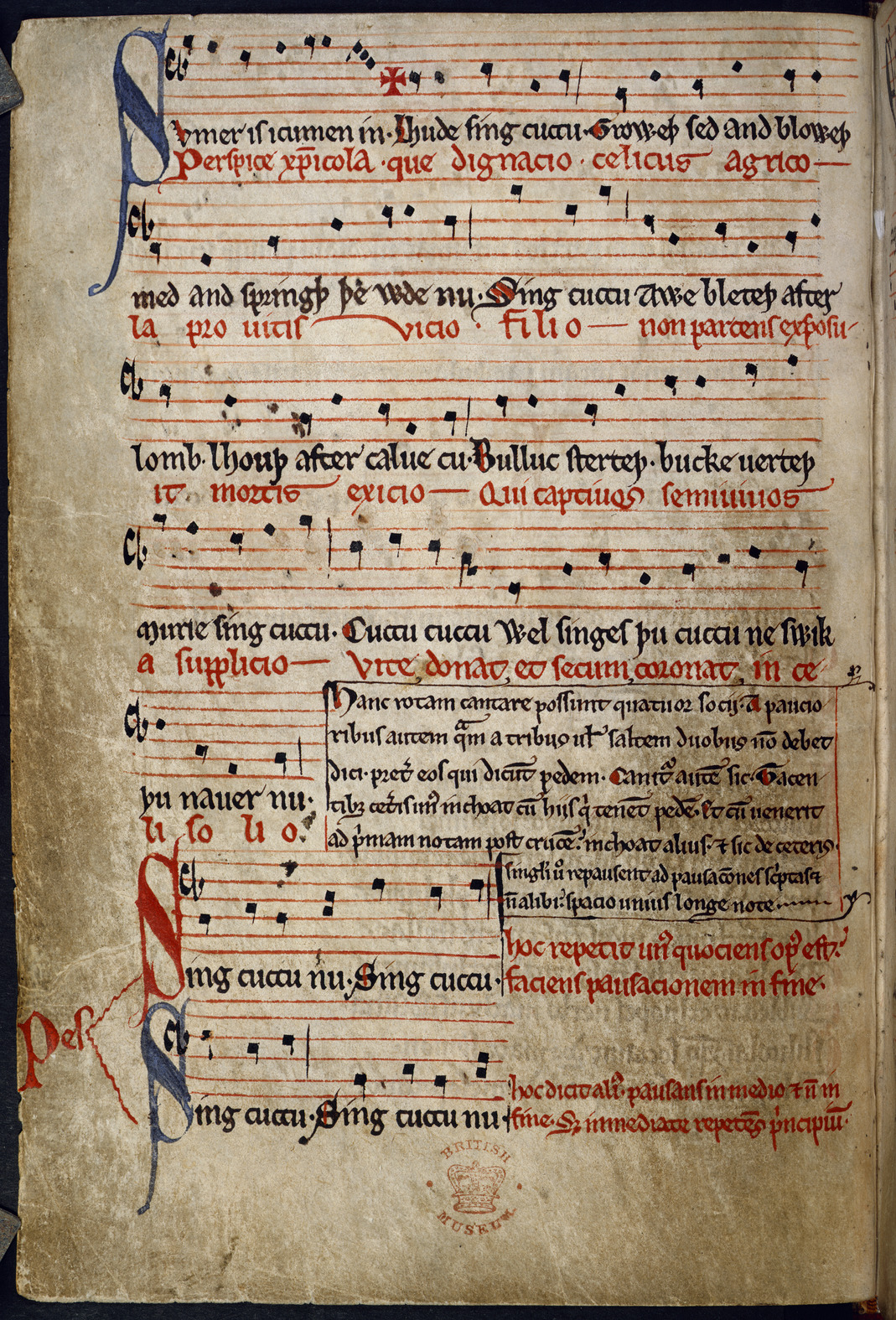
Imatge del cànon Sumer is icumen in

Al llarg de la història de la música es troben tres punts àlgids pel que fa a la creació de música contrapuntística. En primer lloc, hi ha la polifonia de l'escola francoflamenca; en segon lloc, la polifonia renaixentista de la segona meitat del segle xvi, exemplificada amb l'obra de Palestrina; i, finalment, la música contrapuntística del barroc, resumida amb l'obra de Johann Sebastian Bach.

### Ars antiqua
L'ars antiqua és el primer període ―en el context de la música culta occidental― del qual tenim constància de la creació de música contrapuntística.
Inicialment, va aparèixer la monodia, en què tan sols hi havia una línia melòdica (o octavada). No va ser fins al segle ix, amb l'aparició de l'organum, que es van afegir noves línies melòdiques homorítmiques i paral·leles a la inicial. Aquestes es trobaven a un interval consonant perfecte (de quarta o quinta, a part de l'octava), obtenint així l'organum paral·lel, que va perdurar fins al segle xi.
Un segle més tard es va incorporar el moviment contrari a l'organum (organum no paral·lel). Això va causar l'aparició de l'encreuament ocasional de les veus en certs organums, fet que conduïa a la imitació encara que no es concebés com a tal. A la segona meitat del segle xii, gràcies a un nou tipus d'organum, el florit (o melismàtic), es va assolir la polirítmia.
Si bé anteriorment se solia compondre a dues veus: tenor i duplum, durant el segle xiii es van començar a afegir la tercera i quarta veu (el triplum i el quadruplum). Pérotin (c. 1160 - 1230), el màxim exponent de l'Escola de Notre-Dame, va suposar el punt de partida de la tècnica compositiva dels grans compositors posteriors: Josquin, Bach, Mozart, Haydn… i va adquirir, amb el Sederunt Principes, una gran varietat de contrasts i expressiva.

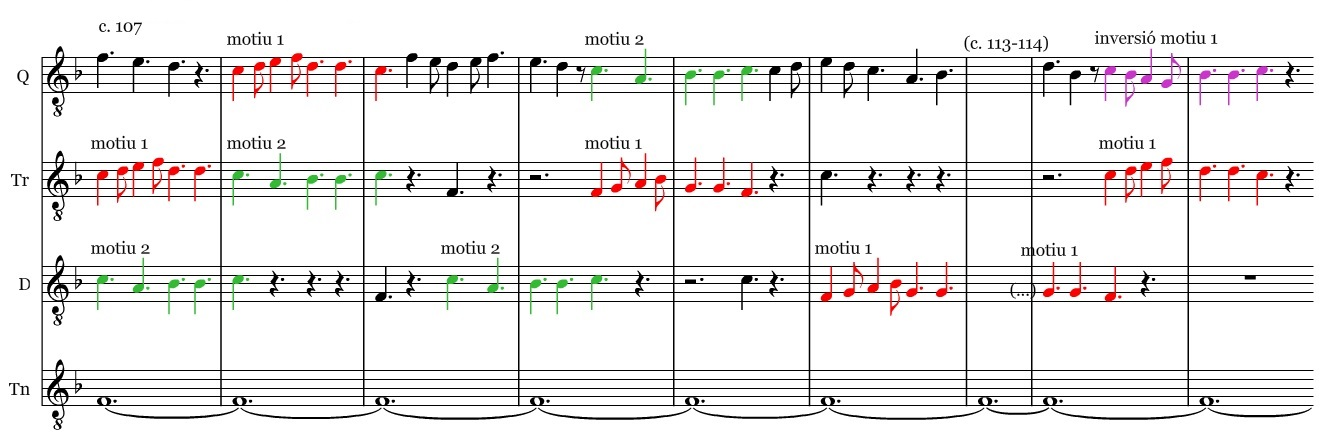
Breu anàlisi dels compassos 107 al 116 del Sederunt Principes de Pérotin.left

A final d'aquest mateix segle (vers l'any 1250) va aparèixer ja un dels primers exemples escrits de l'art canònic sever: Summer is icumen in, que té una gran importància, ja que va suposar l'inici del contrapunt imitatiu.

### Ars nova
Després de l'Ars Antiqua es va iniciar una nova etapa en la música de l'edat mitjana: l'Ars Nova, mitjançant un manifest de Philippe de Vitry (1320). En aquest nou període es va començar a normalitzar l'ús de les consonàncies imperfectes (6a i 3a) i l'interval de quarta va deixar de ser consonant. Es pot veure la importància que van prendre les estructures contrapuntístiques bàsiques (la imitació i el cànon) a França i a Itàlia.
A França, aquest desenvolupament del contrapunt es va fer notar gràcies a la chasse (caça), una forma anàloga al cànon en què ja Guillaume de Machaut (c. 1300-1377) descrivia les escenes de caça (Le Lai de la Fonteinne o Se je chant, per exemple).
A Itàlia, en l'àmbit contrapuntístic, van tenir importància la caccia i la ballata. La caccia era semblant a la chasse francesa, ja esmentada, i estava formada, en la majoria dels casos, per dues veus imitant-se en cànon sobre un tenor lliure.
Pel que fa a la teoria musical del segle xiv, es pot observar el poc cas que es feia als tractats de les imitacions a diverses veus (encara que ja s'utilitzaven feia temps), ja que tan sols feien esment al contrapunt nota contra nota: construccions a dues veus. A Tractatus de contrapunctus (1412), de Prosdocimus de Beldemandis, es parla de diverses regles fonamentals:
1. La preferència pel moviment contrari.
2. El fet que inicis i finals hagin de ser consonàncies perfectes.
3. El fet que no puguin succeir-se dues consonàncies perfectes del mateix tipus.
4. L'alternança entre consonàncies perfectes i imperfectes.
5. La prohibició del tríton.
6. La resolució obligada de les consonàncies imperfectes a les perfectes més properes.[4]

### Renaixement

#### L'escola francoflamenca
En aquesta escola, el cànon va assolir una gran importància. Tanmateix, s'emprava més com un mètode d'escriptura i alhora simbòlic que no pas per tal que fos perceptible.
De la primera generació d'aquesta escola (1420-1450) en va destacar Guillaume Dufay (c. 1397-1474), que va simplificar el llenguatge (que s'havia complicat notablement sobretot en l'àmbit rítmic a finals del segle xiv). En la seva música es pot veure la inclinació pel sentit harmònic donat per la influència italiana. Això no obstant, la transcendència de Dufay és causada pel desenvolupament d'un discurs harmoniós amb una quàdruple linealitat, contrapuntístic. Destaca amb notorietat el cicle complet de misses, concretament la Missa Sancti Jacobi (escrita abans de 1430).
A mesura que avançava el temps, les formes de contrapunt més sever de l'edat mitjana (chasse i caccia), van donar lloc un nou estil imitatiu en què tan sols s'imitava el tema inicial (o altres motius però ja de manera més lliure). Sovint, aquests temes inicials provenien d'alguna chanson popular. Aquest és el cas de la missa Au travail suis de Johannes Ockeghem (1410/1425-1497), de la segona generació d'aquesta escola.
El 1477, Johannes Tinctoris (c. 1435-1511), teòric musical i compositor, va publicar el seu tractat Liber de arte contrapuncti, en què fa un estudi de les relacions harmòniques a escala d'intervals (establint les consonàncies perfectes: uníson, quarta, quinta i octava; les imperfectes: tercera i sexta; i les dissonàncies: segona, tríton i sèptima), però també en l'àmbit contrapuntístic. És en aquest segon àmbit, de major importància, on va fixar vuit regles principals:
1. Els inicis i els finals han d'estar constituïts per consonàncies perfectes.
2. S'han d'evitar els intervals perfectes successius.
3. Es poden succeir consonàncies perfectes i imperfectes iguals quan el tenor es manté.
4. Cada veu per què està constituït el contrapunt ha de formar una unitat melòdica pròpia tan ordenada com siga possible.
5. S'ha d'evitar la superposició a cap nota de girs que puguin afectar el discurs melòdic.
6. S'han d'evitar les repeticions quan el tenor fa dues vegades el mateix motiu melòdic.
7. S'ha d'evitar la successió de dues fórmules conclusives al mateix lloc.
8. S'ha de buscar varietat rítmica i melòdica en cada veu contrapuntística.[9]

L'última de les regles va ser la que va prendre més importància durant l'època d'Ockeghem, ja que la varietat suposava la millora del contrapunt des del punt de vista tècnic, compositiu. Aquest tractat té rellevància, ja que, per bé que es pot veure que fins al moment els teòrics s'havien centrat en el contrapunt simple, a dues veus, Tinctoris ho va fer amb les composicions a diverses veus ampliant, així, la perspectiva analítica. A part d'això, va suposar un canvi cap a un nou estil de contrapunt basat en la preferència de les consonàncies —perfectes i imperfectes—, que reflectia la tendència de l'art plàstic de l'època, ja que es tenia molt en compte la bellesa, l'ordre i el fet que una obra fos agradable als sentits.
Amb la tercera generació de l'escola (1480-1520) —en què destaquen Jacob Obrecht, Heinrich Isaac i sobretot Josquin des Prés— hi va haver un increment de la direcció lineal de les veus: cada línia melòdica ascendia i descendia formant grans frases riques pel que fa al ritme, mitjançant síncopes que augmentaven i mantenien la tensió de les frases, però també estructural. Aquesta riquesa queda ben exemplificada amb aquest fragment melismàtic de Josquin Des Prés:

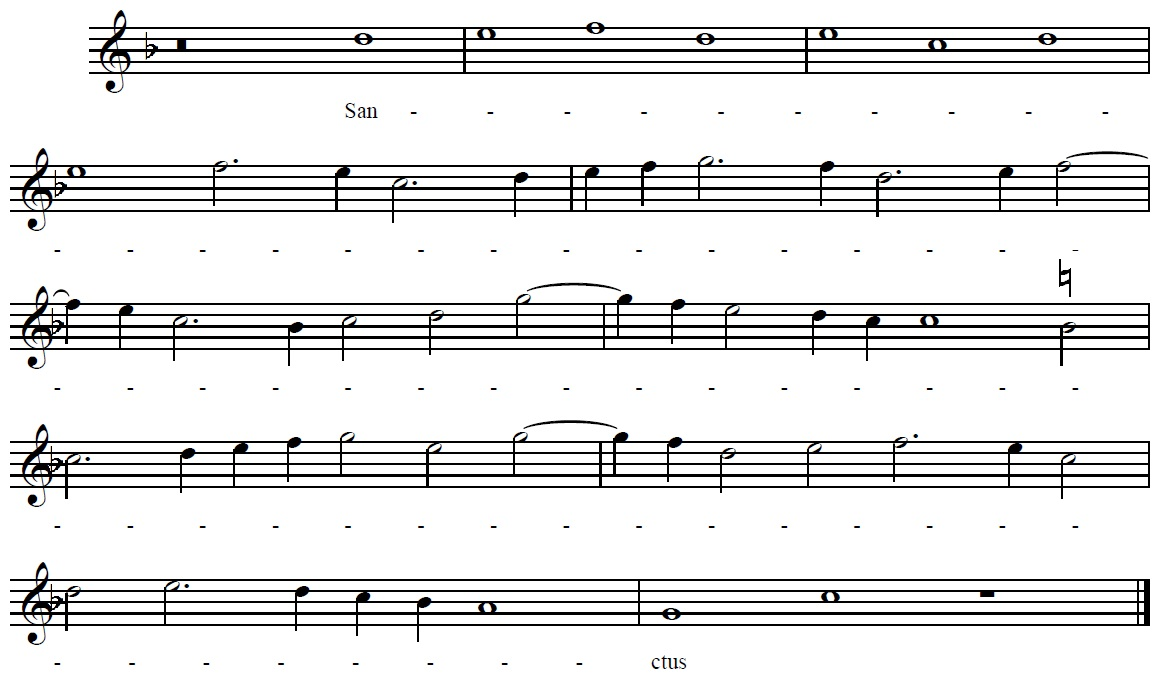
leftLínia melòdica d'un fragment del Sanctus de la Missa de Beata Virgine, Josquin.

Josquin Des Prés va utilitzar regularment la imitació contrapuntística en les seves peces, sobretot a la quarta, quinta i a l'octava. Al següent exemple de Josquin es pot veure un doble cànon a la quinta en què el contratenor realitza la seqüència gregoriana imitada pel discantus, i el baix descriu un segon tema que és imitat pel tenor. En oposició a aquesta escriptura contrapuntística sofisticada, tal com ho és, també, la de Pierre de La Rue, el cànon més estricte queda apartat i apareix una nova manera d'escriure conscientment racional i dirigida al plaer auditiu, tal com afirma Johannes Forner.
Paral·lelament, apareix el tenorlied alemany, tècnica compositiva en què s'utilitzava una cançó d'origen cortesà o popular com a "cant ferm" d'un arranjament contrapuntístic (imitatiu i/o nota contra nota). Aquesta tècnica, desenvolupada per Heinrich Finck i Heinrich Isaac, va perdurar del 1480 fins al 1570. La màxima esplendor es va assolir en el segle xvi amb Ludwig Senfl (c. 1490-1543) i Thomas Stoltzer (1470-1526).
En l'àmbit de la música sacra, el motet va anar prenent cada vegada més importància en detriment de la missa, que ja no predominava tant. L'escriptura compositiva es va ampliar a cinc veus, encara que, naturalment, es continuava escrivint a menys veus. Nicolas Gombert (c. 1495 – 1556), deixeble de Josquin, va ser un compositor innovador que no tan sols plasmava l'expressivitat amb l'alternança de fragments polifònics, contrapuntístics, i altres d'homofònics; sinó que també renunciava al cantus firmus per tal de compondre ell les línies melòdiques a partir de les quals desenvoluparia el motet. Gombert també va compondre música secular de caràcter contrapuntístic; un dels exemples més destacats és Je Prens Congie, a dos cors (SATB SATB).

#### L'escola venecianai l'escola romana
Adrian Willaert (c. 1490-1562) va ser el fundador de l'escola veneciana. Gràcies a aquesta escola, el madrigal va esdevenir el gènere musical secular més important, ja que va adoptar la tècnica contrapuntística que se solia emprar tan sols a la música sacra, a l'estil del motet. Cap a la fi del segle va començar-se a utilitzar la conducció cromàtica de les veus, fet que augmentava l'expressivitat. Aquests madrigals van suposar la confluència entre la complexitat contrapuntística heretada de l'escola francoflamenca i la sonoritat viva italiana d'un caire més homofònic. Són representatius del madrigal italià més tardà (a cavall entre ambdós períodes: renaixement i barroc) Luca Marenzio (1553-1599), Carlo Gesualdo (1566-1613) i Claudio Monteverdi (1567-1643). Per altra banda, també va tenir molta importància l'ús de la policoralitat en les obres: els anomenats cori spezzati ("cors dividits") en què va entrar en joc l'acústica en funció de l'espai.
Mentre creixia, amb l'escola veneciana, una concepció més harmònica i homorítmica de la música (ja no tan contrapuntística), va aparèixer un moviment musical retrospectiu i conservador però no per això menys destacable. Giovanni Pierluigi da Palestrina (c. 1525 - 1594), que va formar part de l'escola romana, en va ser el compositor més destacat. La seva importància es deu al gran equilibri i perfecció que va trobar entre el contrapunt francoflamenc i l'harmonia italiana en les seves obres a cappella, de gran puresa i complexitat. És per tot això que Hugo Riemann descriu aquest període de finals del segle xvi com l'edat d'or de la polifonia.

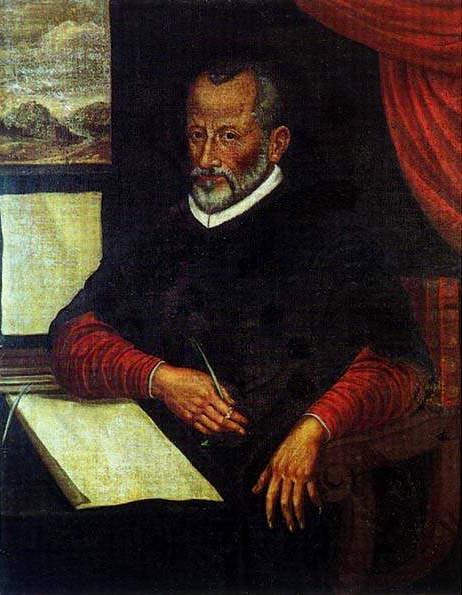
Giovanni Pierluigi da Palestrina

Tanmateix, els teòrics musicals del segle xvi no van ser capaços, encara, de definir i descriure per escrit una concepció d'aquest nou estil compositiu. Gioseffo Zarlino va ser, probablement, el teòric musical més destacat: en la seva obra L'istitutioni harmoniche (1558) va resumir la tècnica francoflamenca però no va tractar aspectes com el discurs de veus i el tractament de les dissonàncies.
També va destacar Nicola Vicentino (1511-1572), que, al seu tractat més famós L'Antica musica ridotta alla moderna prattica (1555), va pretendre plasmar la teoria contrapuntística del segle xvi. Vicentino es trobava en la mateixa línia que Zarlino, però va introduir l'ús dels cromatismes i els enharmònics: el 1546 va publicar una col·lecció de madrigals cromàtics, en què els utilitzava. Va ser important per aquesta nova manera de fer música que conduiria de la modalitat a la tonalitat.
En aquests tractats del segle xvi ja es parlava de la resolució de les dissonàncies produïdes a les síncopes mitjançant interval conjunt descendent.

### Barroc
A partir del segle xvi hi va haver un impuls definitiu per l'estil iniciat per Monteverdi que va suposar el pas de la modalitat a la tonalitat. Al final del renaixement es podien veure distingits clarament dos estils. Monteverdi, al pròleg del seu V Libro de Madrigales (1605), distingia entre la prima prattica (el stilo antico), pròpia de l'escola romana (Palestrina) i la seconda prattica (o stilo moderno), pròpia de l'escola veneciana. Malgrat que formés part del segon moviment, Monteverdi continuava considerant essencial el stile antico per l'ensenyança de la composició contrapuntística.
Durant aquesta transició del renaixement al barroc, també es van assentar les bases per la composició de música instrumental independent. A partir de l'estil predominant del motet, van derivar formes instrumentals com el ricercare, la canzona, la fantasia (anomenades fugues pels italians) especialment per a orgue. Aquestes composicions ja no es basaven en textos però, malgrat això, conservaven l'estil d'imitació a través de motius. Va destacar Girolamo Frescobaldi (1583-1643), del barroc primerenc.
Heinrich Schütz (1585-1672) va tenir una notable rellevància, ja que va establir en la seva obra una coherència entre l'estil antic (estil de polifonia vocal) i el modern (estil concertant, baix continu), i els va fer confluir perquè considerava que no hi havia una barrera entre ambdós estils.
L'augment d'interès per la qüestió harmònica va ser la causa de l'increment de la importància del baix com a base de l'estructura harmònica i veu fonamental. A partir del segle xvii hi va haver un desenvolupament del baix continu i també el baix obstinat. Aquest segon tipus de baix, va permetre augmentar la solidesa en la improvisació (predominant durant el barroc) i va donar lloc a formes contrapuntístiques de variacions com la passacaglia i la xacona, que van arribar al moment de màxima esplendor a mitjans del segle xviii amb J. S. Bach.

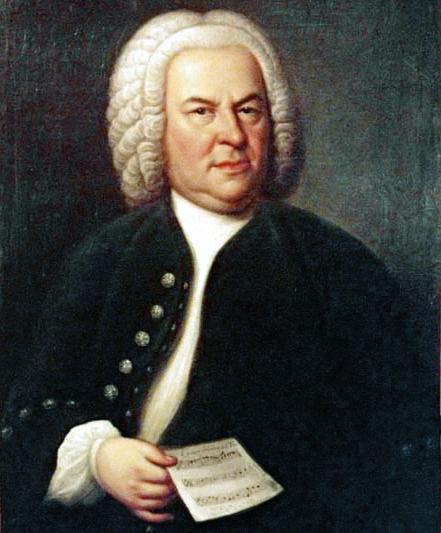
Johann Sebastian Bach va ser el compositor més rellevant en l'ús del contrapunt.

Johann Sebastian Bach (1685-1750) és el compositor més destacat pel que fa a la composició contrapuntística. En particular, cal destacar el desenvolupament magistral que fa de la fuga, així com els recursos imitatius, ja utilitzats d'antic, que aplica. En paraules de J. Forner:
| «                                                    | El que no va aconseguir la teoria compositiva del segle xviii, Bach ho va demostrar sobradament en la seva obra: la síntesi de l'antic i el nou i la completa dissolució de la important tradició polifònica en un sistema compositiu basat en la tríada. | » |
| — Johannes Forner, Schöpferischer Kontrapunkt (1979) | |   |

Encara que es poden trobar exemples contrapuntístics en tota la seva obra, valorant-ne la complexitat se'n poden destacar els següents:
- El clavecí ben temprat, BWV 846-869 (primer volum) i BWV 870-893 (segon volum)

Dividit en dos volums, conté 24 preludis i fugues en cada un.
- Preludis, fugues i altres formes contrapuntístiques per a orgue compreses entre BWV 531 i 582.
- Cànons compresos entre BWV 1072 i 1078
- L'ofrena musical, BWV 1079
- L'art de la fuga, BWV 1080

L'art de la fuga és la manifestació màxima del seu estil compositiu així com un document òptim per tal d'estudiar la seva tècnica contrapuntística.
Pel que fa a la teoria musical d'aquest període, destaca la impossibilitat per part dels teòrics, d'unir el baix continu i el contrapunt sever, l'estil modern i l'antic.
Jean-Philippe Rameau (1683-1764) va publicar Traité de l'harmonie (1722), on ja va descriure la teoria mecànica del baix continu. El 1725, Johann Joseph Fux (1660-1741), un compositor i teòric musical, va publicar Gradus ad Parnassum, un tractat escolàstic constituït per regles contrapuntístiques severes basades en l'obra de Palestrina. Va facilitar-ne l'estudi el fet que el seu estil compositiu fos intransigent. D'aquest tractat s'infereixen les 5 espècies de contrapunt a dues veus que es van anar perfeccionant a partir de tractats en la mateixa línia:
1. Primera espècie: nota contra nota.
2. Segona espècie: dues notes contra una nota.
3. Tercera espècie: quatre notes contra una nota.
4. Quarta espècie: dues notes en síncopes contra una nota.
5. Cinquena espècie: valors mixtos.

Dins la secció Espècies de contrapunt es desenvolupen en detall les seves característiques.

### Classicisme i Romanticisme
Durant el classicisme, malgrat la tendència homofònica, en què predomina la melodia acompanyada, hi ha molts exemples de composició —sobretot desenvolupats per Wolfgang Amadeus Mozart (1756-1791)— en què predomina el contrapunt i l'estil fugat, sota una clara influència de Bach. En són un clar exemple el Rèquiem o l'obertura de La flauta màgica, representatius de la música sacra i l'òpera respectivament.
Més endavant, a cavall entre ambdós períodes, Ludwig van Beethoven (1770-1827) va utilitzar també, el contrapunt d'una manera molt desenvolupada. En destaca la sonata per a piano op. 106 en si bemoll major i la gran fuga per quartet de corda op. 133 (Große Fuge), obres ja romàntiques.
Ja plenament al romanticisme, destaquen Johannes Brahms (1833-1897), amb el seu Rèquiem alemany, i César Franck (1822-1890), amb les seves peces contrapuntístiques per orgue. Més endavant, Anton Bruckner (1824-1896), amb obres simfòniques com la seva simfonia número cinc, o Max Reger (1873-1916), amb les Variacions-Mozart op. 132, també destaquen amb notorietat.

### Segle XX
Durant aquest segle va aparèixer una nova concepció del contrapunt associada al neoclassicisme musical: el contrapunt lineal. Aquest feia èmfasi en la concepció lineal de la música i, trencant amb la manera de compondre contrapunt que s'havia utilitzat fins llavors, no es tenia en compte l'harmonia. Les veus es movien lliurement i no es donava importància als efectes que els seus respectius moviments poguessin crear. Ígor Stravinski (1882-1971) va ser el primer a utilitzar aquest tipus de contrapunt al seu octet de vent compost el 1923.
Per altra banda, també durant aquest període es va arribar a l'absència de tonalitat amb la Segona Escola de Viena amb Arnold Schönberg (1874-1951), Alban Berg (1885-1935) i Anton Webern (1883-1945), que van introduir els procediments contrapuntístics ja emprats a l'escola francoflamenca a una nova concepció dodecafònica de la música.
Va aparèixer el contrapunt dissonant (teoritzat per Charles Seeger), on es van revertir les regles originals del contrapunt hereves de Fux. Per exemple, es deia que a la primera espècie totes les relacions intervàl·liques havien de ser dissonants i havien de resoldre per interval disjunt (més gran que la segona major). Alguns dels compositors més destacats que van utilitzar aquesta tècnica són Henry Cowell (1897-1965), Carl Ruggles (1876-1971), Ruth Crawford (1901-1953), John J. Becker (1886-1961), Vivian Fine (1913-2000), Johanna Beyer (1888-1944), Arnold Schönberg, etc.

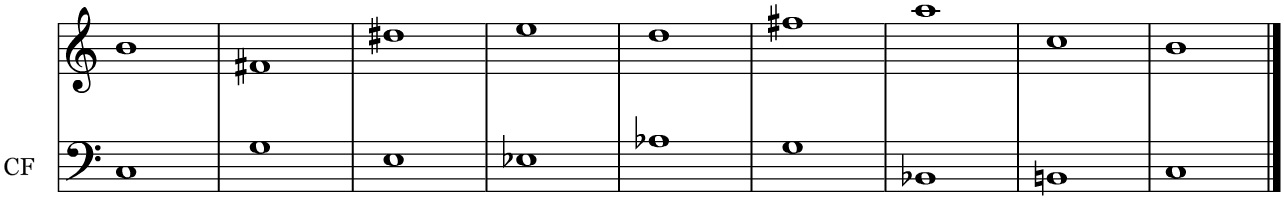
esquerra|Exemple en primera espècie de contrapunt dissonantContrapunt dissonant en primera espècie

## Espècies de contrapunt
Les cinc espècies exposades a continuació estan basades en el tractat de contrapunt Gradus ad Parnassum (Fux, 1725), que actualment s'identifiquen amb el contrapunt rigorós. Aquestes normes, obtingudes mitjançant l'estudi de l'obra de Palestrina, constitueixen un sistema pedagògic per l'aprenentatge del contrapunt que ha donat lloc a molts tractats posteriors que el complementen i s'ha emprat, i s'empra encara actualment, com a mètode més popular per l'ensenyament contrapuntístic. Amb aquest mètode es van formar compositors reconeguts com ara Joseph Haydn, Wolfgang Amadeus Mozart o Ludwig van Beethoven. Les característiques principals del contrapunt sever a dues veus exposades a continuació estan extretes del tractat de Fux (Gradus ad parnassum, 1725) i del de Schoenberg (Preliminary exercices in counterpoint, 1963).
Per tal d'aconseguir aquesta distinció entre les línies melòdiques que es busca amb el contrapunt, la independència entre veus té gran importància. Aquesta depèn bàsicament de tres factors: la relació de moviment entre veus, la relació harmònica entre veus i la relació rítmica entre veus.
1. Independència en la relació de moviment
- Hi ha tres tipus de moviment: el moviment contrari, el moviment oblic i el moviment paral·lel:

El moviment contrari és el que permet una major independència de veus, ja que van en direccions oposades. S'aconsella emprar-lo preferiblement per potenciar la distinció de cada veu.
El moviment oblic és aquell en què s'aprecia el moviment d'una veu mentre l'altra roman a la mateixa nota, i és possible utilitzar-lo en qualsevol espècie excepte en la primera (llevat que es repeteixi una nota). Garanteix una independència rítmica de les veus.
El moviment paral·lel és aquell que redueix més la independència de veus, ja que ambdues ascendeixen o descendeixen alhora (encara que variïn els intervals harmònics entre elles). Si es prolonga massa, una de les veus deixarà de ser independent i el discurs contrapuntístic esdevindrà homofònic. Malgrat tot, és inevitable i no sempre trenca la independència.
2. Independència en la relació harmònica
- Reservar l'uníson i l'octava per l'inici i el final per tal de confirmar la tonalitat.[nota 13] El fet de trobar-los sovint redueix notablement la independència de veus. S'ha d'evitar, també, arribar a aquest interval harmònic per salt (encara que és tolerable en cas que la veu inferior ascendeixi per graus conjunts i la superior salti en moviment contrari).[17][16]
- Utilitzar més les consonàncies imperfectes que les perfectes, ja que són més harmonioses.[17][nota 14][18]
- Utilitzar notes adequades a la tonalitat.

3. Independència en la relació rítmica
- Aquesta queda implícitament garantida en totes les espècies excepte en la primera, donat que la relació no és d'una nota a una nota sinó d'una a més notes.[16]

### Primera espècie

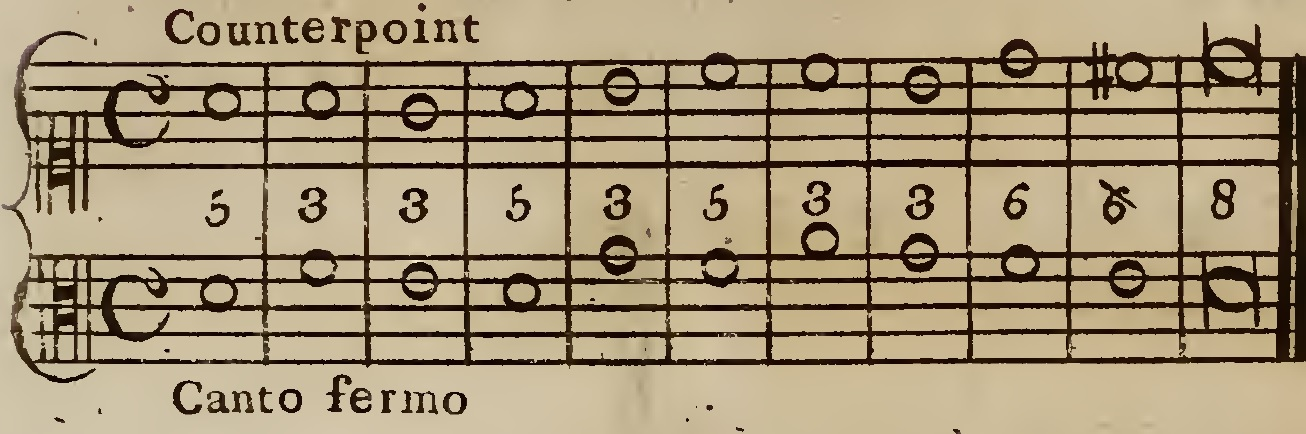
esquerra|1a espècie (cant ferm inferior)Primera espècie (cant ferm inferior)

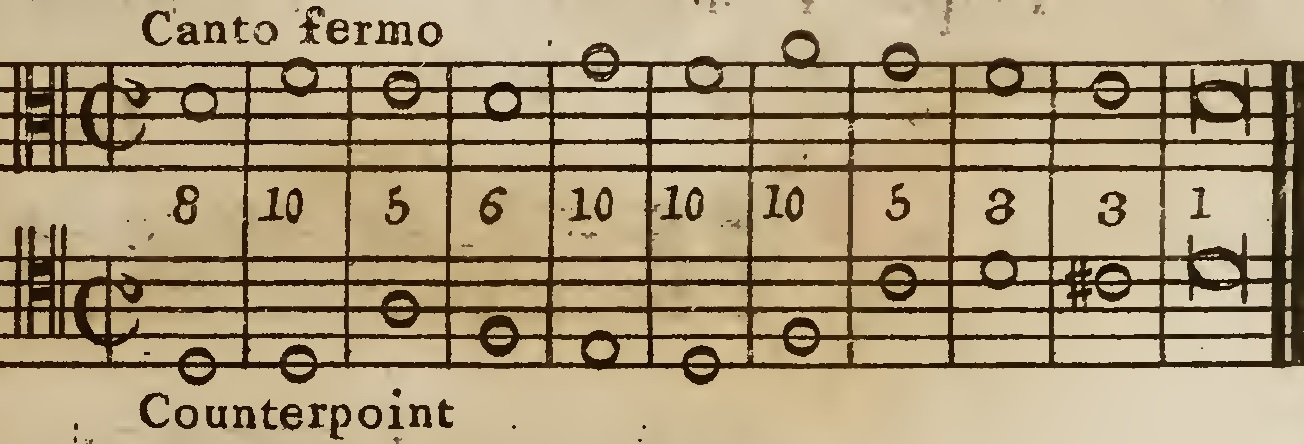
esquerra|1a espècie (cant ferm superior)Primera espècie (cant ferm superior)

En la primera espècie de contrapunt, cada nota de cant ferm sona contra una nota de contrapunt. S'estableix, per tant, una relació de nota contra nota.
Observacions principals:
- Es prefereix el moviment contrari. Nogensmenys, es pot utilitzar el moviment paral·lel en certes ocasions: es permet la successió de consonàncies imperfectes (terceres i sextes) ―encara que no és recomanable emprar-les durant massa temps seguit―, o de consonàncies perfectes succeïdes per imperfectes. L'explicació que es dona és la d'evitar la progressió incorrecta d'octaves i quintes successives reals o ocultes.[nota 15] Les que són amagades, són tolerables quan es parla de contrapunt a més de dues veus o en altres casos excepcionals (com les quintes de trompa i les octaves de trompa).
- No es poden emprar dissonàncies, a aquesta primera espècie.[nota 16][16][17]

Exemples a dues veus

### Segona espècie

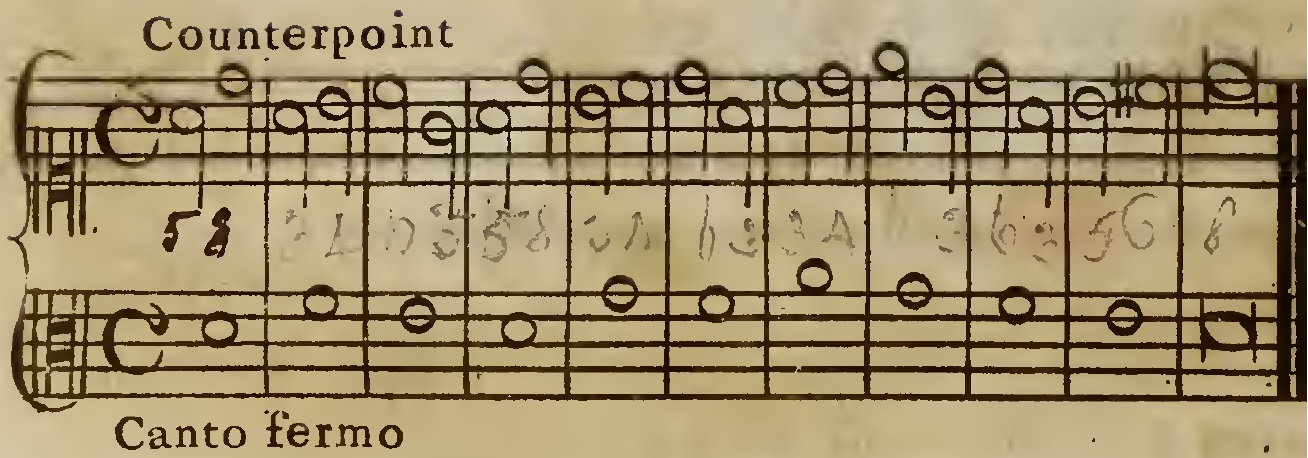
esquerra|2a espècie (cant ferm inferior)Segona espècie (cant ferm inferior)

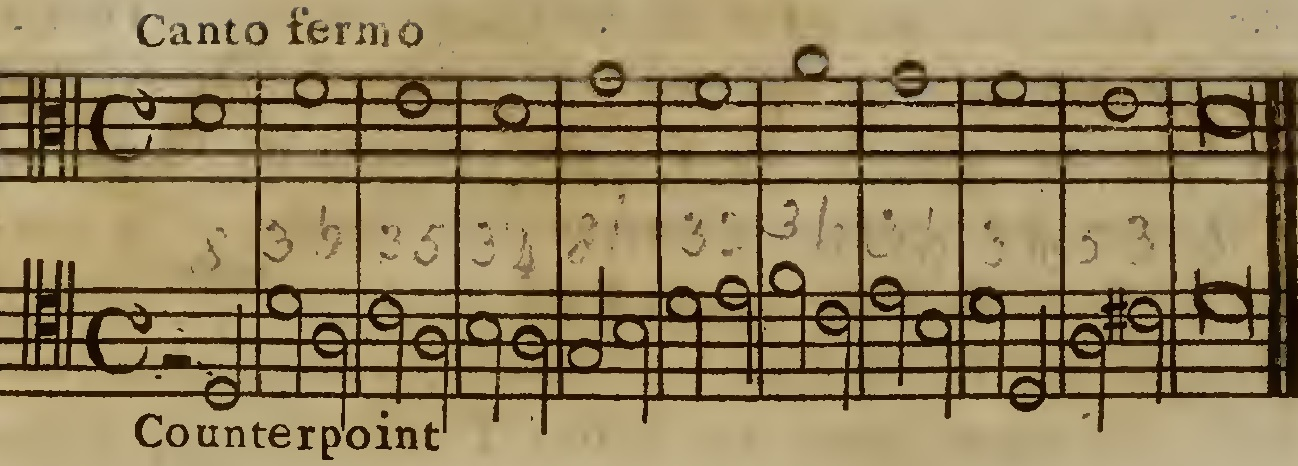
esquerra|2a espècie (cant ferm superior)Segona espècie (cant ferm superior)

En la segona espècie de contrapunt, cada nota de cant ferm sona contra dues notes de contrapunt. S'estableix, per tant, una relació de dues notes contra una. Si s'està davant d'un compàs ternari, aquesta relació esdevé d'una nota de cant ferm contra tres de contrapunt.
Observacions principals:
- Per tal de reforçar el cant ferm, es pot obviar la primera nota de contrapunt, escrivint un silenci.
- Donat un interval consonant perfecte inicial (cinquena o octava), el fet de fer salts de tercera a la part dèbil del compàs mantenint un paral·lelisme a l'ictus inicial[b] no evita les octaves/cinquenes successives. Per tant, s'ha d'evitar.
- En cas que les veus es trobin massa juntes i, per tant, no sigui possible el moviment contrari, es permet un salt de sexta o d'octava.
- S'han de reservar les dissonàncies pels temps dèbils,[nota 17] mentre que les consonàncies es poden emprar arreu.
En compàs ternari, la nota intermèdia pot ser una dissonància.
- Resolució: Quan la penúltima nota del cant ferm és el segon grau i es troba a la veu inferior, per tal d'evitar faltes, el contrapunt ha d'estar constituït per la successió del sisè, setè i primer grau.
Quan la penúltima nota del cant ferm és el segon grau i es troba a la part superior, el cant ferm pot resoldre de tres maneres: cinquè grau - sensible - primer grau; sensible - cinquè grau - primer grau; o quart grau - cinquè grau - primer grau.[nota 18][16][17]

Exemples a dues veus

### Tercera espècie

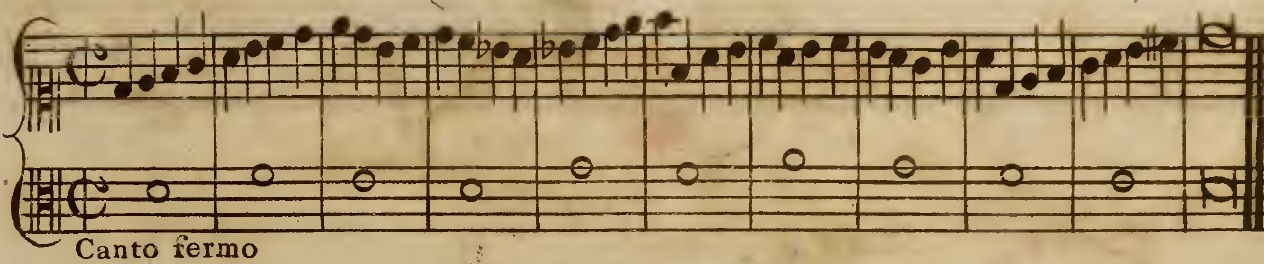
esquerra|3a espècie (cant ferm inferior)Tercera espècie (cant ferm inferior)

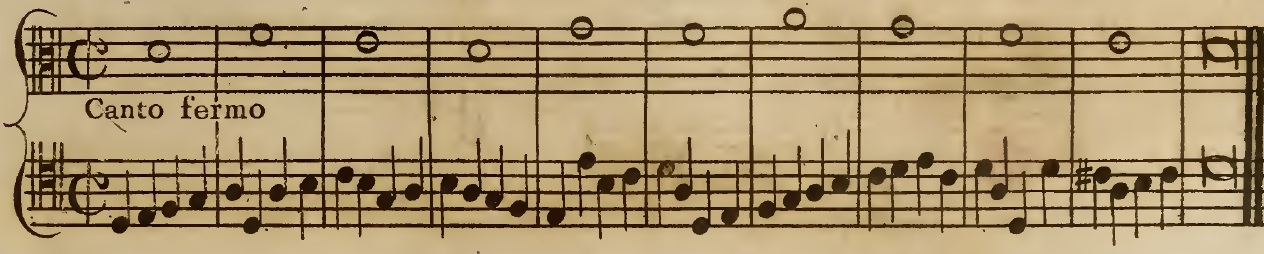
esquerra|3a espècie (cant ferm superior)Tercera espècie (cant ferm superior)

En la tercera espècie de contrapunt, cada nota de cant ferm sona contra quatre notes de contrapunt. S'estableix, per tant, una relació de quatre notes contra una.
Observacions principals:
- De les quatre negres que constitueixen cada compàs de contrapunt, la primera i la tercera han de ser consonàncies, mentre que la segona i la quarta poden ser dissonàncies, obtenint així un caràcter de nota de pas. Tanmateix, a vegades la tercera pot ser una dissonància, quan ens trobem davant d'una cambiata.[nota 19]
- En cas que el compàs sigui ternari[nota 20] (3/4, 3/2…) o de subdivisió ternària[nota 21] (6/4…), la relació entre el contrapunt i el cant ferm serà de sis notes a una. Si no hi ha una cambiata (que es pot donar tan sols al 3/2), als temps (o parts de temps) forts s'hi ha de trobar una consonància, mentre que als temps dèbils (o parts de temps) hi pot haver dissonàncies.[16][17]

Exemples a dues veus

### Quarta espècie

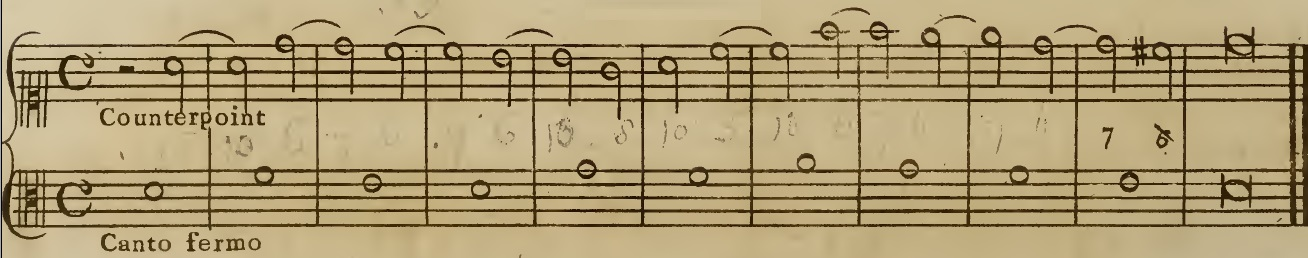
esquerra|4a espècie (cant ferm inferior)Quarta espècie (cant ferm inferior)

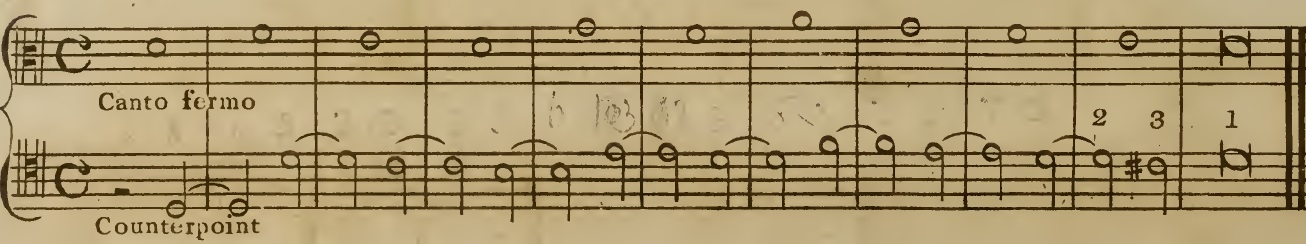
esquerra|4a espècie (cant ferm superior)Quarta espècie (cant ferm superior)

En la quarta espècie, el contrapunt està constituït per notes suspeses que solen crear dissonàncies a l'ictus del compàs, creant així un contrapunt sincopat.
Observacions principals:
- Encara que no és incorrecte que les dues blanques que formen cada síncope formin intervals consonants, el fet de no generar dissonàncies pot fer que esdevingui pobre i rígid.
- En aquest tipus de contrapunt se sol generar dissonància al temps fort. Això genera retards que són preparats a la síncope. Cada nota dissonant consta, per tant, d'una preparació consonant, d'un retard i la resolució del retard.
- A dues veus, quan el contrapunt es troba a la veu superior, els retards es resolen cap avall; en canvi, quan es troba a la veu inferior, cap amunt.[nota 22][16][17]

Exemples a dues veus

### Cinquena espècie ocontrapunt florit

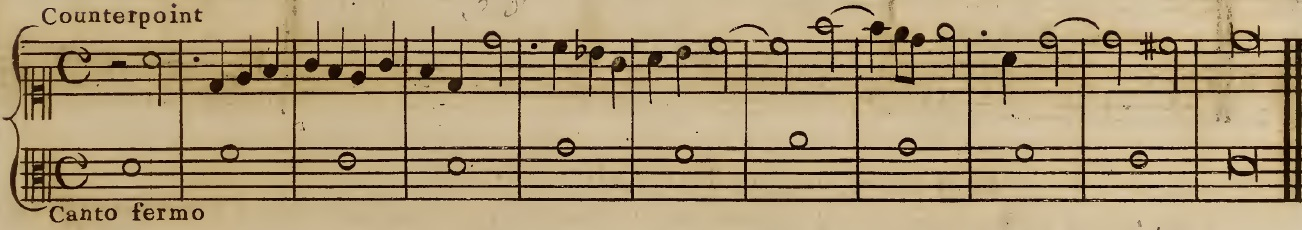
esquerra|5a espècie (cant ferm inferior)Cinquena espècie (cant ferm inferior)

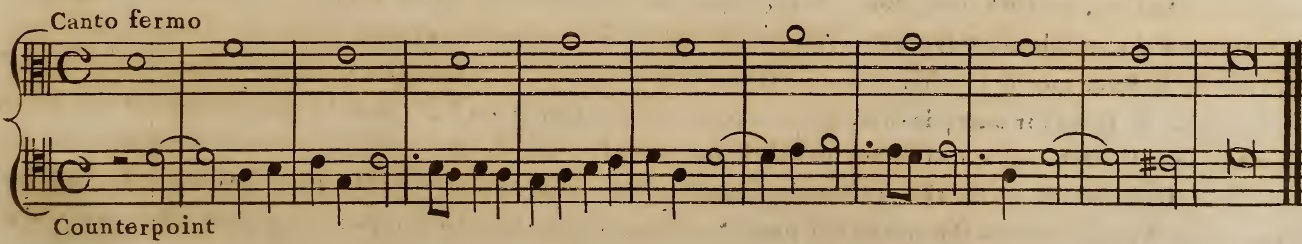
esquerra|5a espècie (cant ferm superior)Cinquena espècie (cant ferm superior)

La cinquena espècie (o contrapunt florit) és la combinació de les quatre espècies anteriors.
Observacions principals:
- Pel que fa al ritme, es pot emprar qualsevol dels tipus anteriors de contrapunt i algunes combinacions amb corxeres, encara que s'ha d'evitar la subdivisió dels temps forts.[nota 23][16][17]

Exemples a dues veus

## Contrapunt imitatiu
La imitació és la reproducció d'un tram melòdic (exposat inicialment per una veu) per part d'altres veus. El motiu melòdic inicial s'anomena antecedent; mentre que els que el segueixen, consegüents. La imitació és un recurs que, encara que aprofiti el material temàtic, no esdevé monòtona donat que els consegüents varien de veus. A més, dona coherència al discurs musical, ja que el fet de repetir un mateix tema cohesiona el global de la composició. A part de ser utilitzada en les composicions contrapuntístiques més desenvolupades, com el ricercare, el cànon o la fuga, la imitació és, també, un dels mitjans més adequats per la composició d'estil polifònic. Encara que pot semblar contradictori (ja que la polifonia restringeix aparentment la independència de veus), s'ha de tenir en compte que, només quan el moviment rítmic de les parts és igual, és difícil d'adquirir una independència melòdica. En paraules de Knud Jeppesen (1892-1974): 
| «                                          | La imitació sempre és efectiva i fa la impressió d'un ric bagatge musical i d'una vigorosa activitat mental. A través de la imitació, les veus es teixeixen i les composicions adquireixen una sensació d'unitat malgrat la individualitat i el contrast entre veus. A partir d'aquest acostament fonamental al requisit estètic universal de l'antiguitat, "unitat en la diversitat", l'estil imitatiu ha guanyat la seva enorme vitalitat i vigència perdurable. | » |
| — Jeppesen, Knud, Counterpoint, pàgina 163 | |   |

Hi ha dos tipus d'imitació en funció del rigor amb què s'imita l'antecedent: l'estricta o la lliure.
En la imitació estricta, cada un dels intervals d'un tema són exactament reproduïts pel consegüent; mentre que en la lliure, es permeten petites modificacions rítmiques o melòdiques.
D'altra banda, hi ha dos tipus més d'imitació en funció del rigor amb què s'imita l'antecedent amb relació a la tonalitat: tonal o real.
En la imitació tonal, l'antecedent és respost pel consegüent de manera que es manté la tonalitat. Per assolir aquest manteniment, a vegades, s'ha de variar alguna nota del consegüent. Va ser la pràctica més comuna al barroc, amb Bach i Händel. En la imitació real, per contra, el consegüent es manté invariable però no sempre manté la tonalitat establerta inicialment. Si es fes sonar l'antecedent i el consegüent alhora, l'interval entre ambdues veus seria sempre el mateix.

### Tècniques imitatives
Augmentació i disminució
L'augmentació i la disminució consisteixen respectivament en la prolongació i la reducció proporcional de cada una de les notes que constitueixen un tema. Ambdues tècniques existeixen des de l'edat mitjana, on afectaven el cant ferm; tanmateix, el seu ús més freqüent el trobem més endavant (sobretot al barroc): als temes de fantasies, ricercari i fugues.
Retrogradació
La retrogradació consisteix en la inversió del sentit en què s'exposa un fragment musical, de manera que l'última nota s'exposa en primer lloc, la penúltima en segon lloc, i així successivament fins a la primera. Un exemple molt conegut és el cànon retrògrad de l'Ofrena Musical de Bach (BWV 1079)
Inversió (inversus)

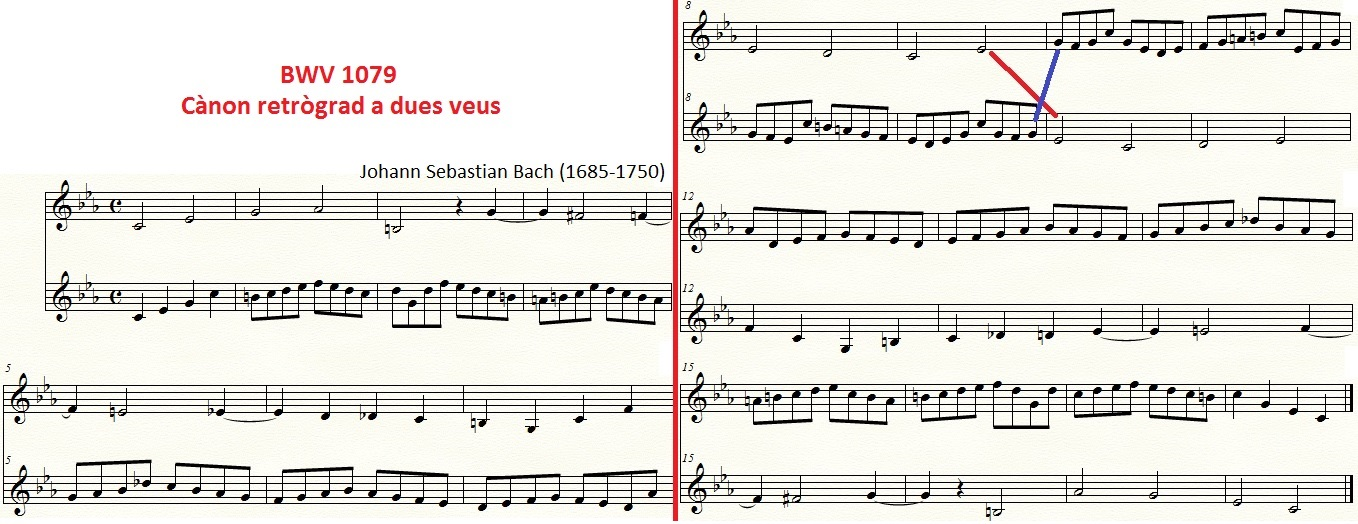
leftCànon retrògrad de lOfrena Musical de Bach

La inversió consisteix a capgirar els intervals d'un tema de manera que, els que inicialment eren ascendents, esdevenen descendents i viceversa. És freqüent trobar-ne en contextos imitatius (cànons i fugues, per exemple). Dos exemples molt destacats els trobem a l'art de la fuga (contrapunctus XII i XIII) en què s'inverteix una fuga sencera a quatre i tres veus respectivament, obtenint-ne, així, dues de diferents de la mateixa partitura.
Imitació per arsin et thesin
La imitació per arsin et thesin (també anomenada per contrari tempore, a temps contrari) consisteix a invertir els temps forts i dèbils del tema, donant lloc, així a un consegüent traslladat amb relació a la distribució de les parts de temps del compàs. N'és un exemple clar aquest fragment del contrapunctus II de L'art de la fuga:
Imitació interrupta
La imitació interrupta (imitació interrompuda) consisteix a intercalar silencis entre les notes del tema.
Contrapunt invertible
El contrapunt invertible és el fenomen que es produeix, en un passatge musical a dos o més veus, quan aquestes es poden intercanviar però es manté, tanmateix, el sentit musical. En funció de les veus que participin d'aquest intercanvi contrapuntístic, s'anomena doble, triple, quàdruple… és per aquest motiu que pot ser anomenat també contrapunt múltiple.
Estreta
L'estreta (stretto) és un fragment imitatiu en què les veus realitzen un tema a intervals de temps molt pròxims, entrant cada una abans que l'anterior hagi exposat el tema completament, produint un encavalcament. Se sol trobar al final d'una fuga.

### Formes i tipus de contrapunt
El cànon

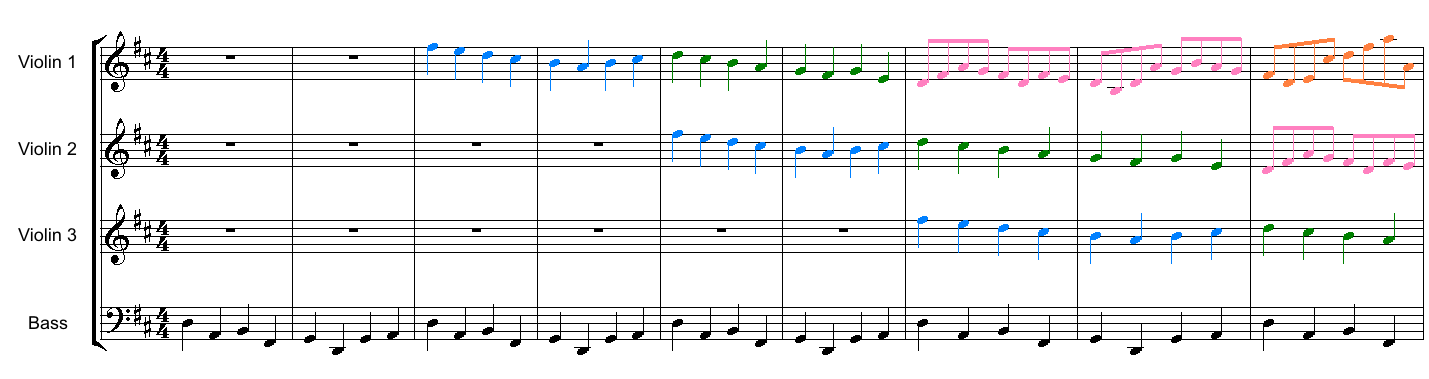
Primers 9 compassos del Cànon de Pachelbel. Els colors destaquen les entrades canòniques individuals.

El cànon, la tècnica imitativa més antiga, consisteix en la repetició de la melodia que inicia la primera veu per part de la resta de veus. Per tant, el contingut melòdic de totes les veus sol ser idèntic. Després de la veu inicial, les altres, s'incorporen a uns intervals de temps concrets que poden ser o no equidistants, i poden repetir la melodia a la mateixa alçada o transposant a altres intervals. La pràctica més comuna és la de realitzar el cànon a la mateixa alçada i amb entrades regulars; nogensmenys, hi ha una gran varietat de possibilitats donades per la transposició de les respostes o per altres recursos tècnics com la disminució i l'augmentació o la retrogradació i la inversió.
Fuga i contrapunt múltiple
La fuga, la forma contrapuntística més desenvolupada, consisteix en la repetició d'un tema inicial (subjecte) per part de les veus al llarg de la peça. Aquest subjecte sol estar complementat per altres temes (contrasubjectes) que solen sonar simultàniament amb el subjecte. En funció de quants contrasubjectes poden sonar alhora amb el subjecte es diu que una fuga conté contrapunt doble (si n'hi ha un), triple (si n'hi ha dos) o quàdruple (si n'hi ha tres). És per aquest motiu que la fuga sol estar relacionada amb el contrapunt múltiple. Si bé el contrapunt doble i triple són més comuns, el contrapunt quàdruple requereix un virtuosisme contrapuntístic amb què és difícil atorgar bellesa a una composició:
| «                                                    | Una fuga en què el tema hagi de suportar tres contrasubjectes obligats corre el perill de resultar mecànica a conseqüència de l'estricte procediment. | » |
| — Johannes Forner, Schöpferischer Kontrapunkt (1979) | |   |

Formes derivades de la composició a partir d'un coral
Aquest tipus de forma musical està basada en corals luterans i, en funció de com està composta, es classifica en diferents tipus:
Els dos primers tipus, menys contrapuntístics, fan referència a l'embelliment harmònic i l'embelliment ornamental de la melodia.
El tercer tipus fa referència a un acompanyament imitatiu a partir d'un o més motius mentre hi ha un cant ferm, que se sol trobar en la veu més aguda. Se'n poden trobar molts exemples a l'Orgelbüchlein de J. S. Bach.

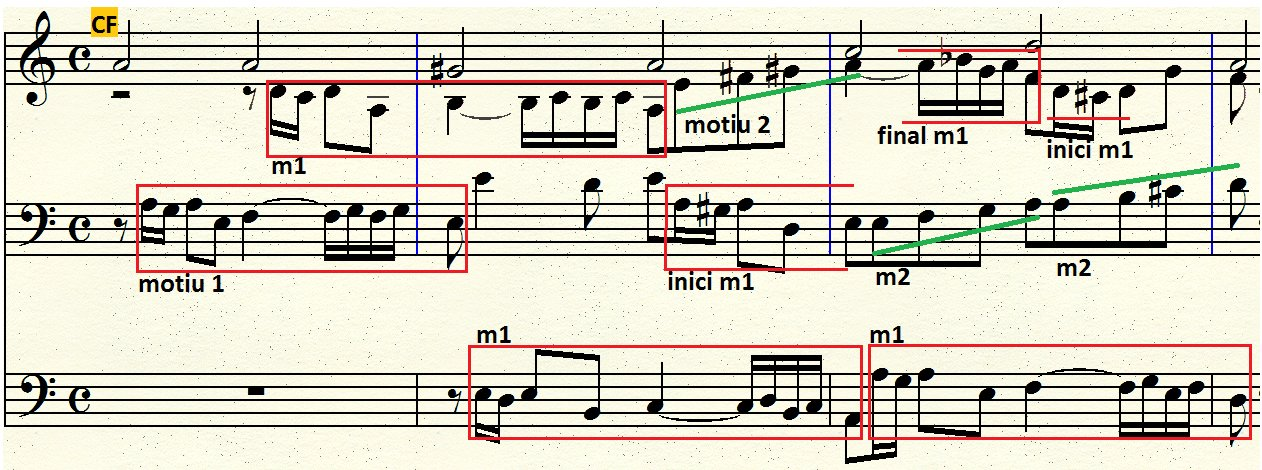
Anàlisi contrapuntística de l'inici del segon vers de "Christ ist erstanden" - BWV 627

El quart tipus és el tractament canònic del material motívic utilitzat per acompanyar el cant ferm, o del cant ferm en si. També és present en certs corals de l'Orgelbüchlein.
El cinquè fa referència a un tractament motívic i imitatiu entre les veus del cant ferm (que no arriba mai a aparèixer sol en una veu íntegrament com en els altres casos).
El sisè tipus està basat en la Vorimitation (terme alemany que vol dir preimitació) i consisteix en una imitació del fragment inicial del cant ferm per part de les veus abans que aquest pròpiament comenci.
A part d'aquests tipus, n'hi ha també d'altres com les fantasies a partir de corals, que són molt lliures; o la utilització de la melodia del coral com a subjecte d'una fuga.
Contrapunt rigorós i contrapunt lliure
Mentre que el contrapunt rigorós s'identifica amb el contrapunt del segle xvi, és modal, es basa en un cant ferm i s'identifica amb l'obra de Palestrina, el contrapunt lliure (o contrappunto comune) s'identifica amb el dels segles xvii i xviii, és tonal, no es basa en un cant ferm i és el propi de l'obra de Johann Sebastian Bach.